# Tyrkiet Rundt 2024
Tyrkiet Rundt 2024 var den 59. udgave af det tyrkiske etapeløb Tyrkiet Rundt. Cykelløbets otte etaper blev kørt fra 21. til 28. april 2024. Løbet var en del af UCI ProSeries 2024.
Den samlede vinder af løbet blev hollandske Frank van den Broek fra Team DSM-Firmenich PostNL.

## Etaperne
| Etape    | Dato     | Start – Mål         | type          | Afstand (km) | Etapevinder              | Førende rytter       |
| -------- | -------- | ------------------- | ------------- | ------------ | ------------------------ | -------------------- |
| 1. etape | 21. apr. | Antalya – Antalya   | flad etape    | 134,7        | Fabio Jakobsen           | Fabio Jakobsen       |
| 2. etape | 22. apr. | Kemer – Kaş         | kuperet etape | 190,6        | Max Kanter               | Henri Uhlig          |
| 3. etape | 23. apr. | Fethiye – Marmaris  | kuperet etape | 156,3        | Giovanni Lonardi         | Giovanni Lonardi     |
| 4. etape | 24. apr. | Marmaris – Bodrum   | kuperet etape | 137,9        | Tobias Lund Andresen     | Tobias Lund Andresen |
| 5. etape | 25. apr. | Bodrum – Kuşadası   | kuperet etape | 177,9        | Tobias Lund Andresen     | Tobias Lund Andresen |
| 6. etape | 26. apr. | Kuşadası – Manisa   | bjergetape    | 160,1        | Frank van den Broek      | Frank van den Broek  |
| 7. etape | 27. apr. | Izmir – Izmir       | kuperet etape | 125,4        | Tobias Lund Andresen     | Frank van den Broek  |
| 8. etape | 28. apr. | Istanbul – Istanbul | kuperet etape | 105,4        | neutralisering af etapen |                      |

### 1. etape
| Antalya - Antalya | flad etape | (134,7 km) |

| \| Etaperesultat \| Etaperesultat \| Etaperesultat \| Etaperesultat \| Etaperesultat \| \| Rytter \| Rytter \| Hold \| Tid \| \| \| ------------- \| --------------------------- \| -------------------------------------------- \| ------------- \| ------------- \| \| 1. \| Fabio Jakobsen \| Team dsm-firmenich PostNL \| 2t 56' 14" \| \| \| 2. \| Sasha Weemaes \| Bingoal WB \| + 0" \| \| \| 3. \| Simon Dehairs \| Alpecin-Deceuninck \| + 0" \| \| \| 4. \| Giovanni Lonardi \| Team Polti Kometa \| + 0" \| \| \| 5. \| Léo Bouvier \| Bike Aid \| + 0" \| \| \| 6. \| Daniel Babor \| Caja Rural-Seguros RGA \| + 0" \| \| \| 7. \| Jensen Plowright \| Alpecin-Deceuninck \| + 0" \| \| \| 8. \| Davide Persico \| Bingoal WB \| + 0" \| \| \| 9. \| Reinardt Janse van Rensburg \| China Glory-Mentech Continental Cycling Team \| + 0" \| \| \| 10. \| Timothy Dupont \| Tarteletto-Isorex \| + 0" \| \| |                             |                                              |            |
| |                             |                                              |            |
| Kilde: ProCyclingStats |                             |                                              |            |
| Etaperesultat |                             |                                              |            |
| Rytter | Rytter                      | Hold                                         | Tid        |
| 1. | Fabio Jakobsen              | Team dsm-firmenich PostNL                    | 2t 56' 14" |
| 2. | Sasha Weemaes               | Bingoal WB                                   | + 0"       |
| 3. | Simon Dehairs               | Alpecin-Deceuninck                           | + 0"       |
| 4. | Giovanni Lonardi            | Team Polti Kometa                            | + 0"       |
| 5. | Léo Bouvier                 | Bike Aid                                     | + 0"       |
| 6. | Daniel Babor                | Caja Rural-Seguros RGA                       | + 0"       |
| 7. | Jensen Plowright            | Alpecin-Deceuninck                           | + 0"       |
| 8. | Davide Persico              | Bingoal WB                                   | + 0"       |
| 9. | Reinardt Janse van Rensburg | China Glory-Mentech Continental Cycling Team | + 0"       |
| 10. | Timothy Dupont              | Tarteletto-Isorex                            | + 0"       |

| \| Samlede stilling \| Samlede stilling \| Samlede stilling \| Samlede stilling \| Samlede stilling \| \| Rytter \| Rytter \| Hold \| Tid \| \| \| ---------------- \| ---------------- \| ------------------------- \| ---------------- \| ---------------- \| \| 1. \| Fabio Jakobsen \| Team dsm-firmenich PostNL \| 2t 56' 04" \| \| \| 2. \| Sasha Weemaes \| Bingoal WB \| + 4" \| \| \| 3. \| Simon Dehairs \| Alpecin-Deceuninck \| + 6" \| \| \| 4. \| Tomasz Budziński \| Mazowsze Serce Polski \| + 8" \| \| \| 5. \| Filippo Ridolfo \| Team Novo Nordisk \| + 9" \| \| \| 6. \| Giovanni Lonardi \| Team Polti Kometa \| + 10" \| \| \| 7. \| Léo Bouvier \| Bike Aid \| + 10" \| \| \| 8. \| Daniel Babor \| Caja Rural-Seguros RGA \| + 10" \| \| \| 9. \| Jensen Plowright \| Alpecin-Deceuninck \| + 10" \| \| \| 10. \| Davide Persico \| Bingoal WB \| + 10" \| \| |                  |                           |            |
| |                  |                           |            |
| Kilde: ProCyclingStats |                  |                           |            |
| Samlede stilling |                  |                           |            |
| Rytter | Rytter           | Hold                      | Tid        |
| 1. | Fabio Jakobsen   | Team dsm-firmenich PostNL | 2t 56' 04" |
| 2. | Sasha Weemaes    | Bingoal WB                | + 4"       |
| 3. | Simon Dehairs    | Alpecin-Deceuninck        | + 6"       |
| 4. | Tomasz Budziński | Mazowsze Serce Polski     | + 8"       |
| 5. | Filippo Ridolfo  | Team Novo Nordisk         | + 9"       |
| 6. | Giovanni Lonardi | Team Polti Kometa         | + 10"      |
| 7. | Léo Bouvier      | Bike Aid                  | + 10"      |
| 8. | Daniel Babor     | Caja Rural-Seguros RGA    | + 10"      |
| 9. | Jensen Plowright | Alpecin-Deceuninck        | + 10"      |
| 10. | Davide Persico   | Bingoal WB                | + 10"      |

### 2. etape
| Kemer - Kaş | kuperet etape | (190,6 km) |

| \| Etaperesultat \| Etaperesultat \| Etaperesultat \| Etaperesultat \| Etaperesultat \| \| Rytter \| Rytter \| Hold \| Tid \| \| \| ------------- \| -------------------- \| -------------------------------------------- \| ------------- \| ------------- \| \| 1. \| Max Kanter \| Astana Qazaqstan Team \| 4t 43' 16" \| \| \| 2. \| Henri Uhlig \| Alpecin-Deceuninck \| + 0" \| \| \| 3. \| Tobias Lund Andresen \| Team dsm-firmenich PostNL \| + 0" \| \| \| 4. \| Davide Ballerini \| Astana Qazaqstan Team \| + 0" \| \| \| 5. \| Giovanni Lonardi \| Team Polti Kometa \| + 0" \| \| \| 6. \| David González López \| Caja Rural-Seguros RGA \| + 0" \| \| \| 7. \| Lyu Xianjing \| China Glory-Mentech Continental Cycling Team \| + 0" \| \| \| 8. \| Danny van Poppel \| Bora-Hansgrohe \| + 0" \| \| \| 9. \| Rory Townsend \| Q36.5 Pro Cycling Team \| + 0" \| \| \| 10. \| Marcin Budziński \| Mazowsze Serce Polski \| + 0" \| \| |                      |                                              |            |
| |                      |                                              |            |
| Kilde: ProCyclingStats |                      |                                              |            |
| Etaperesultat |                      |                                              |            |
| Rytter | Rytter               | Hold                                         | Tid        |
| 1. | Max Kanter           | Astana Qazaqstan Team                        | 4t 43' 16" |
| 2. | Henri Uhlig          | Alpecin-Deceuninck                           | + 0"       |
| 3. | Tobias Lund Andresen | Team dsm-firmenich PostNL                    | + 0"       |
| 4. | Davide Ballerini     | Astana Qazaqstan Team                        | + 0"       |
| 5. | Giovanni Lonardi     | Team Polti Kometa                            | + 0"       |
| 6. | David González López | Caja Rural-Seguros RGA                       | + 0"       |
| 7. | Lyu Xianjing         | China Glory-Mentech Continental Cycling Team | + 0"       |
| 8. | Danny van Poppel     | Bora-Hansgrohe                               | + 0"       |
| 9. | Rory Townsend        | Q36.5 Pro Cycling Team                       | + 0"       |
| 10. | Marcin Budziński     | Mazowsze Serce Polski                        | + 0"       |

| \| Samlede stilling \| Samlede stilling \| Samlede stilling \| Samlede stilling \| Samlede stilling \| \| Rytter \| Rytter \| Hold \| Tid \| \| \| ---------------- \| -------------------- \| ------------------------- \| ---------------- \| ---------------- \| \| 1. \| Henri Uhlig \| Alpecin-Deceuninck \| 7t 39' 24" \| \| \| 2. \| Tobias Lund Andresen \| Team dsm-firmenich PostNL \| + 2" \| \| \| 3. \| David Lozano \| Team Novo Nordisk \| + 3" \| \| \| 4. \| Tomasz Budziński \| Mazowsze Serce Polski \| + 4" \| \| \| 5. \| Giovanni Lonardi \| Team Polti Kometa \| + 6" \| \| \| 6. \| Davide Ballerini \| Astana Qazaqstan Team \| + 6" \| \| \| 7. \| Rory Townsend \| Q36.5 Pro Cycling Team \| + 6" \| \| \| 8. \| Merhawi Kudus \| Terengganu Cycling Team \| + 6" \| \| \| 9. \| Matyáš Kopecký \| Team Novo Nordisk \| + 6" \| \| \| 10. \| Kenneth Van Rooy \| Bingoal WB \| + 6" \| \| |                      |                           |            |
| |                      |                           |            |
| Kilde: ProCyclingStats |                      |                           |            |
| Samlede stilling |                      |                           |            |
| Rytter | Rytter               | Hold                      | Tid        |
| 1. | Henri Uhlig          | Alpecin-Deceuninck        | 7t 39' 24" |
| 2. | Tobias Lund Andresen | Team dsm-firmenich PostNL | + 2"       |
| 3. | David Lozano         | Team Novo Nordisk         | + 3"       |
| 4. | Tomasz Budziński     | Mazowsze Serce Polski     | + 4"       |
| 5. | Giovanni Lonardi     | Team Polti Kometa         | + 6"       |
| 6. | Davide Ballerini     | Astana Qazaqstan Team     | + 6"       |
| 7. | Rory Townsend        | Q36.5 Pro Cycling Team    | + 6"       |
| 8. | Merhawi Kudus        | Terengganu Cycling Team   | + 6"       |
| 9. | Matyáš Kopecký       | Team Novo Nordisk         | + 6"       |
| 10. | Kenneth Van Rooy     | Bingoal WB                | + 6"       |

### 3. etape
| Fethiye - Marmaris | kuperet etape | (156,3 km) |

| \| Etaperesultat \| Etaperesultat \| Etaperesultat \| Etaperesultat \| Etaperesultat \| \| Rytter \| Rytter \| Hold \| Tid \| \| \| ------------- \| ----------------- \| ----------------------------- \| ------------- \| ------------- \| \| 1. \| Giovanni Lonardi \| Team Polti Kometa \| 3t 24' 57" \| \| \| 2. \| Enrico Zanoncello \| VF Group-Bardiani CSF-Faizanè \| + 0" \| \| \| 3. \| Max Kanter \| Astana Qazaqstan Team \| + 0" \| \| \| 4. \| Matyáš Kopecký \| Team Novo Nordisk \| + 0" \| \| \| 5. \| Iúri Leitão \| Caja Rural-Seguros RGA \| + 0" \| \| \| 6. \| Henri Uhlig \| Alpecin-Deceuninck \| + 0" \| \| \| 7. \| Sebastián Mora \| Burgos-BH \| + 0" \| \| \| 8. \| Kenneth Van Rooy \| Bingoal WB \| + 0" \| \| \| 9. \| Merhawi Kudus \| Terengganu Cycling Team \| + 0" \| \| \| 10. \| Rory Townsend \| Q36.5 Pro Cycling Team \| + 0" \| \| |                   |                               |            |
| |                   |                               |            |
| Kilde: ProCyclingStats |                   |                               |            |
| Etaperesultat |                   |                               |            |
| Rytter | Rytter            | Hold                          | Tid        |
| 1. | Giovanni Lonardi  | Team Polti Kometa             | 3t 24' 57" |
| 2. | Enrico Zanoncello | VF Group-Bardiani CSF-Faizanè | + 0"       |
| 3. | Max Kanter        | Astana Qazaqstan Team         | + 0"       |
| 4. | Matyáš Kopecký    | Team Novo Nordisk             | + 0"       |
| 5. | Iúri Leitão       | Caja Rural-Seguros RGA        | + 0"       |
| 6. | Henri Uhlig       | Alpecin-Deceuninck            | + 0"       |
| 7. | Sebastián Mora    | Burgos-BH                     | + 0"       |
| 8. | Kenneth Van Rooy  | Bingoal WB                    | + 0"       |
| 9. | Merhawi Kudus     | Terengganu Cycling Team       | + 0"       |
| 10. | Rory Townsend     | Q36.5 Pro Cycling Team        | + 0"       |

| \| Samlede stilling \| Samlede stilling \| Samlede stilling \| Samlede stilling \| Samlede stilling \| \| Rytter \| Rytter \| Hold \| Tid \| \| \| ---------------- \| -------------------- \| -------------------------------------------- \| ---------------- \| ---------------- \| \| 1. \| Giovanni Lonardi \| Team Polti Kometa \| 11t 04' 17" \| \| \| 2. \| Enrico Zanoncello \| VF Group-Bardiani CSF-Faizanè \| + 4" \| \| \| 3. \| Henri Uhlig \| Alpecin-Deceuninck \| + 4" \| \| \| 4. \| Tobias Lund Andresen \| Team dsm-firmenich PostNL \| + 6" \| \| \| 5. \| Filippo Conca \| Q36.5 Pro Cycling Team \| + 7" \| \| \| 6. \| David Lozano \| Team Novo Nordisk \| + 7" \| \| \| 7. \| Tomasz Budziński \| Mazowsze Serce Polski \| + 8" \| \| \| 8. \| Willie Smit \| China Glory-Mentech Continental Cycling Team \| + 9" \| \| \| 9. \| Rory Townsend \| Q36.5 Pro Cycling Team \| + 10" \| \| \| 10. \| Merhawi Kudus \| Terengganu Cycling Team \| + 10" \| \| |                      |                                              |             |
| |                      |                                              |             |
| Kilde: ProCyclingStats |                      |                                              |             |
| Samlede stilling |                      |                                              |             |
| Rytter | Rytter               | Hold                                         | Tid         |
| 1. | Giovanni Lonardi     | Team Polti Kometa                            | 11t 04' 17" |
| 2. | Enrico Zanoncello    | VF Group-Bardiani CSF-Faizanè                | + 4"        |
| 3. | Henri Uhlig          | Alpecin-Deceuninck                           | + 4"        |
| 4. | Tobias Lund Andresen | Team dsm-firmenich PostNL                    | + 6"        |
| 5. | Filippo Conca        | Q36.5 Pro Cycling Team                       | + 7"        |
| 6. | David Lozano         | Team Novo Nordisk                            | + 7"        |
| 7. | Tomasz Budziński     | Mazowsze Serce Polski                        | + 8"        |
| 8. | Willie Smit          | China Glory-Mentech Continental Cycling Team | + 9"        |
| 9. | Rory Townsend        | Q36.5 Pro Cycling Team                       | + 10"       |
| 10. | Merhawi Kudus        | Terengganu Cycling Team                      | + 10"       |

### 4. etape
| Marmaris - Bodrum | kuperet etape | (137,9 km) |

| \| Etaperesultat \| Etaperesultat \| Etaperesultat \| Etaperesultat \| Etaperesultat \| \| Rytter \| Rytter \| Hold \| Tid \| \| \| ------------- \| -------------------- \| ------------------------- \| ------------- \| ------------- \| \| 1. \| Tobias Lund Andresen \| Team dsm-firmenich PostNL \| 3t 29' 42" \| \| \| 2. \| Danny van Poppel \| Bora-Hansgrohe \| + 0" \| \| \| 3. \| Henri Uhlig \| Alpecin-Deceuninck \| + 0" \| \| \| 4. \| Sebastian Nielsen \| TDT-Unibet \| + 0" \| \| \| 5. \| Matyáš Kopecký \| Team Novo Nordisk \| + 0" \| \| \| 6. \| Max Kanter \| Astana Qazaqstan Team \| + 0" \| \| \| 7. \| Thomas Joseph \| Tarteletto-Isorex \| + 0" \| \| \| 8. \| Lander Loockx \| TDT-Unibet \| + 0" \| \| \| 9. \| Merhawi Kudus \| Terengganu Cycling Team \| + 0" \| \| \| 10. \| Marco Tizza \| Bingoal WB \| + 0" \| \| |                      |                           |            |
| |                      |                           |            |
| Kilde: ProCyclingStats |                      |                           |            |
| Etaperesultat |                      |                           |            |
| Rytter | Rytter               | Hold                      | Tid        |
| 1. | Tobias Lund Andresen | Team dsm-firmenich PostNL | 3t 29' 42" |
| 2. | Danny van Poppel     | Bora-Hansgrohe            | + 0"       |
| 3. | Henri Uhlig          | Alpecin-Deceuninck        | + 0"       |
| 4. | Sebastian Nielsen    | TDT-Unibet                | + 0"       |
| 5. | Matyáš Kopecký       | Team Novo Nordisk         | + 0"       |
| 6. | Max Kanter           | Astana Qazaqstan Team     | + 0"       |
| 7. | Thomas Joseph        | Tarteletto-Isorex         | + 0"       |
| 8. | Lander Loockx        | TDT-Unibet                | + 0"       |
| 9. | Merhawi Kudus        | Terengganu Cycling Team   | + 0"       |
| 10. | Marco Tizza          | Bingoal WB                | + 0"       |

| \| Samlede stilling \| Samlede stilling \| Samlede stilling \| Samlede stilling \| Samlede stilling \| \| Rytter \| Rytter \| Hold \| Tid \| \| \| ---------------- \| -------------------- \| -------------------------------------------- \| ---------------- \| ---------------- \| \| 1. \| Tobias Lund Andresen \| Team dsm-firmenich PostNL \| 14t 33' 55" \| \| \| 2. \| Giovanni Lonardi \| Team Polti Kometa \| + 4" \| \| \| 3. \| Henri Uhlig \| Alpecin-Deceuninck \| + 4" \| \| \| 4. \| Danny van Poppel \| Bora-Hansgrohe \| + 8" \| \| \| 5. \| Filippo Conca \| Q36.5 Pro Cycling Team \| + 11" \| \| \| 6. \| David Lozano \| Team Novo Nordisk \| + 11" \| \| \| 7. \| Tomasz Budziński \| Mazowsze Serce Polski \| + 12" \| \| \| 8. \| Willie Smit \| China Glory-Mentech Continental Cycling Team \| + 13" \| \| \| 9. \| Manuele Tarozzi \| VF Group-Bardiani CSF-Faizanè \| + 13" \| \| \| 10. \| Merhawi Kudus \| Terengganu Cycling Team \| + 14" \| \| |                      |                                              |             |
| |                      |                                              |             |
| Kilde: ProCyclingStats |                      |                                              |             |
| Samlede stilling |                      |                                              |             |
| Rytter | Rytter               | Hold                                         | Tid         |
| 1. | Tobias Lund Andresen | Team dsm-firmenich PostNL                    | 14t 33' 55" |
| 2. | Giovanni Lonardi     | Team Polti Kometa                            | + 4"        |
| 3. | Henri Uhlig          | Alpecin-Deceuninck                           | + 4"        |
| 4. | Danny van Poppel     | Bora-Hansgrohe                               | + 8"        |
| 5. | Filippo Conca        | Q36.5 Pro Cycling Team                       | + 11"       |
| 6. | David Lozano         | Team Novo Nordisk                            | + 11"       |
| 7. | Tomasz Budziński     | Mazowsze Serce Polski                        | + 12"       |
| 8. | Willie Smit          | China Glory-Mentech Continental Cycling Team | + 13"       |
| 9. | Manuele Tarozzi      | VF Group-Bardiani CSF-Faizanè                | + 13"       |
| 10. | Merhawi Kudus        | Terengganu Cycling Team                      | + 14"       |

### 5. etape
| Bodrum - Kuşadası | kuperet etape | (177,9 km) |

| \| Etaperesultat \| Etaperesultat \| Etaperesultat \| Etaperesultat \| Etaperesultat \| \| Rytter \| Rytter \| Hold \| Tid \| \| \| ------------- \| --------------------------- \| -------------------------------------------- \| ------------- \| ------------- \| \| 1. \| Tobias Lund Andresen \| Team dsm-firmenich PostNL \| 4t 18' 12" \| \| \| 2. \| Fabio Jakobsen \| Team dsm-firmenich PostNL \| + 0" \| \| \| 3. \| Iúri Leitão \| Caja Rural-Seguros RGA \| + 0" \| \| \| 4. \| Martijn Budding \| TDT-Unibet \| + 0" \| \| \| 5. \| Jensen Plowright \| Alpecin-Deceuninck \| + 0" \| \| \| 6. \| Reinardt Janse van Rensburg \| China Glory-Mentech Continental Cycling Team \| + 0" \| \| \| 7. \| Giovanni Lonardi \| Team Polti Kometa \| + 0" \| \| \| 8. \| Danny van Poppel \| Bora-Hansgrohe \| + 0" \| \| \| 9. \| Andrea Peron \| Team Novo Nordisk \| + 0" \| \| \| 10. \| Rory Townsend \| Q36.5 Pro Cycling Team \| + 0" \| \| |                             |                                              |            |
| |                             |                                              |            |
| Kilde: ProCyclingStats |                             |                                              |            |
| Etaperesultat |                             |                                              |            |
| Rytter | Rytter                      | Hold                                         | Tid        |
| 1. | Tobias Lund Andresen        | Team dsm-firmenich PostNL                    | 4t 18' 12" |
| 2. | Fabio Jakobsen              | Team dsm-firmenich PostNL                    | + 0"       |
| 3. | Iúri Leitão                 | Caja Rural-Seguros RGA                       | + 0"       |
| 4. | Martijn Budding             | TDT-Unibet                                   | + 0"       |
| 5. | Jensen Plowright            | Alpecin-Deceuninck                           | + 0"       |
| 6. | Reinardt Janse van Rensburg | China Glory-Mentech Continental Cycling Team | + 0"       |
| 7. | Giovanni Lonardi            | Team Polti Kometa                            | + 0"       |
| 8. | Danny van Poppel            | Bora-Hansgrohe                               | + 0"       |
| 9. | Andrea Peron                | Team Novo Nordisk                            | + 0"       |
| 10. | Rory Townsend               | Q36.5 Pro Cycling Team                       | + 0"       |

| \| Samlede stilling \| Samlede stilling \| Samlede stilling \| Samlede stilling \| Samlede stilling \| \| Rytter \| Rytter \| Hold \| Tid \| \| \| ---------------- \| -------------------- \| -------------------------------------------- \| ---------------- \| ---------------- \| \| 1. \| Tobias Lund Andresen \| Team dsm-firmenich PostNL \| 18t 51' 57" \| \| \| 2. \| Giovanni Lonardi \| Team Polti Kometa \| + 14" \| \| \| 3. \| Henri Uhlig \| Alpecin-Deceuninck \| + 14" \| \| \| 4. \| Danny van Poppel \| Bora-Hansgrohe \| + 18" \| \| \| 5. \| Filippo Conca \| Q36.5 Pro Cycling Team \| + 21" \| \| \| 6. \| David Lozano \| Team Novo Nordisk \| + 21" \| \| \| 7. \| Tomasz Budziński \| Mazowsze Serce Polski \| + 22" \| \| \| 8. \| Willie Smit \| China Glory-Mentech Continental Cycling Team \| + 23" \| \| \| 9. \| Manuele Tarozzi \| VF Group-Bardiani CSF-Faizanè \| + 23" \| \| \| 10. \| Merhawi Kudus \| Terengganu Cycling Team \| + 24" \| \| |                      |                                              |             |
| |                      |                                              |             |
| Kilde: ProCyclingStats |                      |                                              |             |
| Samlede stilling |                      |                                              |             |
| Rytter | Rytter               | Hold                                         | Tid         |
| 1. | Tobias Lund Andresen | Team dsm-firmenich PostNL                    | 18t 51' 57" |
| 2. | Giovanni Lonardi     | Team Polti Kometa                            | + 14"       |
| 3. | Henri Uhlig          | Alpecin-Deceuninck                           | + 14"       |
| 4. | Danny van Poppel     | Bora-Hansgrohe                               | + 18"       |
| 5. | Filippo Conca        | Q36.5 Pro Cycling Team                       | + 21"       |
| 6. | David Lozano         | Team Novo Nordisk                            | + 21"       |
| 7. | Tomasz Budziński     | Mazowsze Serce Polski                        | + 22"       |
| 8. | Willie Smit          | China Glory-Mentech Continental Cycling Team | + 23"       |
| 9. | Manuele Tarozzi      | VF Group-Bardiani CSF-Faizanè                | + 23"       |
| 10. | Merhawi Kudus        | Terengganu Cycling Team                      | + 24"       |

### 6. etape
| Kuşadası - Manisa | bjergetape | (160,1 km) |

| \| Etaperesultat \| Etaperesultat \| Etaperesultat \| Etaperesultat \| Etaperesultat \| \| Rytter \| Rytter \| Hold \| Tid \| \| \| ------------- \| ------------------- \| ------------------------- \| ------------- \| ------------- \| \| 1. \| Frank van den Broek \| Team dsm-firmenich PostNL \| 4t 10' 00" \| \| \| 2. \| Merhawi Kudus \| Terengganu Cycling Team \| + 0" \| \| \| 3. \| Paul Double \| Team Polti Kometa \| + 3" \| \| \| 4. \| Metkel Eyob \| Terengganu Cycling Team \| + 14" \| \| \| 5. \| Harold Martín López \| Astana Qazaqstan Team \| + 14" \| \| \| 6. \| Mario Aparicio \| Burgos-BH \| + 16" \| \| \| 7. \| Lander Loockx \| TDT-Unibet \| + 16" \| \| \| 8. \| Carl Fredrik Hagen \| Q36.5 Pro Cycling Team \| + 16" \| \| \| 9. \| Alexander Hajek \| Bora-Hansgrohe \| + 16" \| \| \| 10. \| Vadim Pronskij \| Astana Qazaqstan Team \| + 34" \| \| |                     |                           |            |
| |                     |                           |            |
| Kilde: ProCyclingStats |                     |                           |            |
| Etaperesultat |                     |                           |            |
| Rytter | Rytter              | Hold                      | Tid        |
| 1. | Frank van den Broek | Team dsm-firmenich PostNL | 4t 10' 00" |
| 2. | Merhawi Kudus       | Terengganu Cycling Team   | + 0"       |
| 3. | Paul Double         | Team Polti Kometa         | + 3"       |
| 4. | Metkel Eyob         | Terengganu Cycling Team   | + 14"      |
| 5. | Harold Martín López | Astana Qazaqstan Team     | + 14"      |
| 6. | Mario Aparicio      | Burgos-BH                 | + 16"      |
| 7. | Lander Loockx       | TDT-Unibet                | + 16"      |
| 8. | Carl Fredrik Hagen  | Q36.5 Pro Cycling Team    | + 16"      |
| 9. | Alexander Hajek     | Bora-Hansgrohe            | + 16"      |
| 10. | Vadim Pronskij      | Astana Qazaqstan Team     | + 34"      |

| \| Samlede stilling \| Samlede stilling \| Samlede stilling \| Samlede stilling \| Samlede stilling \| \| Rytter \| Rytter \| Hold \| Tid \| \| \| ---------------- \| ------------------- \| ------------------------- \| ---------------- \| ---------------- \| \| 1. \| Frank van den Broek \| Team dsm-firmenich PostNL \| 23t 02' 11" \| \| \| 2. \| Merhawi Kudus \| Terengganu Cycling Team \| + 4" \| \| \| 3. \| Paul Double \| Team Polti Kometa \| + 9" \| \| \| 4. \| Metkel Eyob \| Terengganu Cycling Team \| + 24" \| \| \| 5. \| Harold Martín López \| Astana Qazaqstan Team \| + 24" \| \| \| 6. \| Lander Loockx \| TDT-Unibet \| + 26" \| \| \| 7. \| Alexander Hajek \| Bora-Hansgrohe \| + 26" \| \| \| 8. \| Mario Aparicio \| Burgos-BH \| + 26" \| \| \| 9. \| Carl Fredrik Hagen \| Q36.5 Pro Cycling Team \| + 26" \| \| \| 10. \| Victor Langellotti \| Burgos-BH \| + 44" \| \| |                     |                           |             |
| |                     |                           |             |
| Kilde: ProCyclingStats |                     |                           |             |
| Samlede stilling |                     |                           |             |
| Rytter | Rytter              | Hold                      | Tid         |
| 1. | Frank van den Broek | Team dsm-firmenich PostNL | 23t 02' 11" |
| 2. | Merhawi Kudus       | Terengganu Cycling Team   | + 4"        |
| 3. | Paul Double         | Team Polti Kometa         | + 9"        |
| 4. | Metkel Eyob         | Terengganu Cycling Team   | + 24"       |
| 5. | Harold Martín López | Astana Qazaqstan Team     | + 24"       |
| 6. | Lander Loockx       | TDT-Unibet                | + 26"       |
| 7. | Alexander Hajek     | Bora-Hansgrohe            | + 26"       |
| 8. | Mario Aparicio      | Burgos-BH                 | + 26"       |
| 9. | Carl Fredrik Hagen  | Q36.5 Pro Cycling Team    | + 26"       |
| 10. | Victor Langellotti  | Burgos-BH                 | + 44"       |

### 7. etape
| Izmir - Izmir | kuperet etape | (125,4 km) |

| \| Etaperesultat \| Etaperesultat \| Etaperesultat \| Etaperesultat \| Etaperesultat \| \| Rytter \| Rytter \| Hold \| Tid \| \| \| ------------- \| -------------------- \| ----------------------------- \| ------------- \| ------------- \| \| 1. \| Tobias Lund Andresen \| Team dsm-firmenich PostNL \| 2t 50' 58" \| \| \| 2. \| Timothy Dupont \| Tarteletto-Isorex \| + 0" \| \| \| 3. \| Manuel Peñalver \| Team Polti Kometa \| + 0" \| \| \| 4. \| Sasha Weemaes \| Bingoal WB \| + 0" \| \| \| 5. \| Sergey Rostovtsev \| Sakarya BB Pro Team \| + 0" \| \| \| 6. \| Fabio Jakobsen \| Team dsm-firmenich PostNL \| + 0" \| \| \| 7. \| Enrico Zanoncello \| VF Group-Bardiani CSF-Faizanè \| + 0" \| \| \| 8. \| Marcin Budziński \| Mazowsze Serce Polski \| + 0" \| \| \| 9. \| Mattia Pinazzi \| VF Group-Bardiani CSF-Faizanè \| + 0" \| \| \| 10. \| Sebastian Nielsen \| TDT-Unibet \| + 0" \| \| |                      |                               |            |
| |                      |                               |            |
| Kilde: ProCyclingStats |                      |                               |            |
| Etaperesultat |                      |                               |            |
| Rytter | Rytter               | Hold                          | Tid        |
| 1. | Tobias Lund Andresen | Team dsm-firmenich PostNL     | 2t 50' 58" |
| 2. | Timothy Dupont       | Tarteletto-Isorex             | + 0"       |
| 3. | Manuel Peñalver      | Team Polti Kometa             | + 0"       |
| 4. | Sasha Weemaes        | Bingoal WB                    | + 0"       |
| 5. | Sergey Rostovtsev    | Sakarya BB Pro Team           | + 0"       |
| 6. | Fabio Jakobsen       | Team dsm-firmenich PostNL     | + 0"       |
| 7. | Enrico Zanoncello    | VF Group-Bardiani CSF-Faizanè | + 0"       |
| 8. | Marcin Budziński     | Mazowsze Serce Polski         | + 0"       |
| 9. | Mattia Pinazzi       | VF Group-Bardiani CSF-Faizanè | + 0"       |
| 10. | Sebastian Nielsen    | TDT-Unibet                    | + 0"       |

| \| Samlede stilling \| Samlede stilling \| Samlede stilling \| Samlede stilling \| Samlede stilling \| \| Rytter \| Rytter \| Hold \| Tid \| \| \| ---------------- \| ------------------- \| ------------------------- \| ---------------- \| ---------------- \| \| 1. \| Frank van den Broek \| Team dsm-firmenich PostNL \| 25t 53' 09" \| \| \| 2. \| Merhawi Kudus \| Terengganu Cycling Team \| + 4" \| \| \| 3. \| Paul Double \| Team Polti Kometa \| + 9" \| \| \| 4. \| Metkel Eyob \| Terengganu Cycling Team \| + 24" \| \| \| 5. \| Harold Martín López \| Astana Qazaqstan Team \| + 24" \| \| \| 6. \| Lander Loockx \| TDT-Unibet \| + 26" \| \| \| 7. \| Alexander Hajek \| Bora-Hansgrohe \| + 26" \| \| \| 8. \| Mario Aparicio \| Burgos-BH \| + 26" \| \| \| 9. \| Carl Fredrik Hagen \| Q36.5 Pro Cycling Team \| + 26" \| \| \| 10. \| Victor Langellotti \| Burgos-BH \| + 44" \| \| |                     |                           |             |
| |                     |                           |             |
| Kilde: ProCyclingStats |                     |                           |             |
| Samlede stilling |                     |                           |             |
| Rytter | Rytter              | Hold                      | Tid         |
| 1. | Frank van den Broek | Team dsm-firmenich PostNL | 25t 53' 09" |
| 2. | Merhawi Kudus       | Terengganu Cycling Team   | + 4"        |
| 3. | Paul Double         | Team Polti Kometa         | + 9"        |
| 4. | Metkel Eyob         | Terengganu Cycling Team   | + 24"       |
| 5. | Harold Martín López | Astana Qazaqstan Team     | + 24"       |
| 6. | Lander Loockx       | TDT-Unibet                | + 26"       |
| 7. | Alexander Hajek     | Bora-Hansgrohe            | + 26"       |
| 8. | Mario Aparicio      | Burgos-BH                 | + 26"       |
| 9. | Carl Fredrik Hagen  | Q36.5 Pro Cycling Team    | + 26"       |
| 10. | Victor Langellotti  | Burgos-BH                 | + 44"       |

### 8. etape
| Istanbul - Istanbul | kuperet etape | (105,4 km) |

- Etapen blev aflyst på grund af dårlige vejrforhold.

## Resultater
| \| Samlede stilling \| Samlede stilling \| Samlede stilling \| Samlede stilling \| Samlede stilling \| \| Rytter \| Rytter \| Hold \| Tid \| \| \| ---------------- \| ------------------- \| ------------------------- \| ---------------- \| ---------------- \| \| 1. \| Frank van den Broek \| Team dsm-firmenich PostNL \| 25t 53' 09" \| \| \| 2. \| Merhawi Kudus \| Terengganu Cycling Team \| + 4" \| \| \| 3. \| Paul Double \| Team Polti Kometa \| + 9" \| \| \| 4. \| Metkel Eyob \| Terengganu Cycling Team \| + 24" \| \| \| 5. \| Harold Martín López \| Astana Qazaqstan Team \| + 24" \| \| \| 6. \| Lander Loockx \| TDT-Unibet \| + 26" \| \| \| 7. \| Alexander Hajek \| Bora-Hansgrohe \| + 26" \| \| \| 8. \| Mario Aparicio \| Burgos-BH \| + 26" \| \| \| 9. \| Carl Fredrik Hagen \| Q36.5 Pro Cycling Team \| + 26" \| \| \| 10. \| Victor Langellotti \| Burgos-BH \| + 44" \| \| |                     |                           |             |
| |                     |                           |             |
| Kilde: ProCyclingStats |                     |                           |             |
| Samlede stilling |                     |                           |             |
| Rytter | Rytter              | Hold                      | Tid         |
| 1. | Frank van den Broek | Team dsm-firmenich PostNL | 25t 53' 09" |
| 2. | Merhawi Kudus       | Terengganu Cycling Team   | + 4"        |
| 3. | Paul Double         | Team Polti Kometa         | + 9"        |
| 4. | Metkel Eyob         | Terengganu Cycling Team   | + 24"       |
| 5. | Harold Martín López | Astana Qazaqstan Team     | + 24"       |
| 6. | Lander Loockx       | TDT-Unibet                | + 26"       |
| 7. | Alexander Hajek     | Bora-Hansgrohe            | + 26"       |
| 8. | Mario Aparicio      | Burgos-BH                 | + 26"       |
| 9. | Carl Fredrik Hagen  | Q36.5 Pro Cycling Team    | + 26"       |
| 10. | Victor Langellotti  | Burgos-BH                 | + 44"       |

| Samlede stilling | Samlede stilling    | Samlede stilling          | Samlede stilling | Samlede stilling |
| Rytter           | Rytter              | Hold                      | Tid              |                  |
| ---------------- | ------------------- | ------------------------- | ---------------- | ---------------- |
| 1.               | Frank van den Broek | Team dsm-firmenich PostNL | 25t 53' 09"      |                  |
| 2.               | Merhawi Kudus       | Terengganu Cycling Team   | + 4"             |                  |
| 3.               | Paul Double         | Team Polti Kometa         | + 9"             |                  |
| 4.               | Metkel Eyob         | Terengganu Cycling Team   | + 24"            |                  |
| 5.               | Harold Martín López | Astana Qazaqstan Team     | + 24"            |                  |
| 6.               | Lander Loockx       | TDT-Unibet                | + 26"            |                  |
| 7.               | Alexander Hajek     | Bora-Hansgrohe            | + 26"            |                  |
| 8.               | Mario Aparicio      | Burgos-BH                 | + 26"            |                  |
| 9.               | Carl Fredrik Hagen  | Q36.5 Pro Cycling Team    | + 26"            |                  |
| 10.              | Victor Langellotti  | Burgos-BH                 | + 44"            |                  |

| Pointkonkurrence | Pointkonkurrence            | Pointkonkurrence                             | Pointkonkurrence | Pointkonkurrence |
| Rytter           | Rytter                      | Hold                                         | Point            |                  |
| ---------------- | --------------------------- | -------------------------------------------- | ---------------- | ---------------- |
| 1.               | Tobias Lund Andresen        | Team dsm-firmenich PostNL                    | 58 point         |                  |
| 2.               | Giovanni Lonardi            | Team Polti Kometa                            | 48 point         |                  |
| 3.               | Fabio Jakobsen              | Team dsm-firmenich PostNL                    | 44 point         |                  |
| 4.               | Max Kanter                  | Astana Qazaqstan Team                        | 38 point         |                  |
| 5.               | Henri Uhlig                 | Alpecin-Deceuninck                           | 37 point         |                  |
| 6.               | Merhawi Kudus               | Terengganu Cycling Team                      | 35 point         |                  |
| 7.               | Iúri Leitão                 | Caja Rural-Seguros RGA                       | 29 point         |                  |
| 8.               | Timothy Dupont              | Tarteletto-Isorex                            | 28 point         |                  |
| 9.               | Enrico Zanoncello           | VF Group-Bardiani CSF-Faizanè                | 26 point         |                  |
| 10.              | Reinardt Janse van Rensburg | China Glory-Mentech Continental Cycling Team | 24 point         |                  |

| Pointkonkurrence | Pointkonkurrence            | Pointkonkurrence                             | Pointkonkurrence | Pointkonkurrence |
| Rytter           | Rytter                      | Hold                                         | Point            |                  |
| ---------------- | --------------------------- | -------------------------------------------- | ---------------- | ---------------- |
| 1.               | Tobias Lund Andresen        | Team dsm-firmenich PostNL                    | 58 point         |                  |
| 2.               | Giovanni Lonardi            | Team Polti Kometa                            | 48 point         |                  |
| 3.               | Fabio Jakobsen              | Team dsm-firmenich PostNL                    | 44 point         |                  |
| 4.               | Max Kanter                  | Astana Qazaqstan Team                        | 38 point         |                  |
| 5.               | Henri Uhlig                 | Alpecin-Deceuninck                           | 37 point         |                  |
| 6.               | Merhawi Kudus               | Terengganu Cycling Team                      | 35 point         |                  |
| 7.               | Iúri Leitão                 | Caja Rural-Seguros RGA                       | 29 point         |                  |
| 8.               | Timothy Dupont              | Tarteletto-Isorex                            | 28 point         |                  |
| 9.               | Enrico Zanoncello           | VF Group-Bardiani CSF-Faizanè                | 26 point         |                  |
| 10.              | Reinardt Janse van Rensburg | China Glory-Mentech Continental Cycling Team | 24 point         |                  |

| Bjergkonkurrence | Bjergkonkurrence    | Bjergkonkurrence                          | Bjergkonkurrence | Bjergkonkurrence |
| Rytter           | Rytter              | Hold                                      | Point            |                  |
| ---------------- | ------------------- | ----------------------------------------- | ---------------- | ---------------- |
| 1.               | Vinzent Dorn        | Bike Aid                                  | 15 point         |                  |
| 2.               | Frank van den Broek | Team dsm-firmenich PostNL                 | 8 point          |                  |
| 3.               | Samet Bulut         | Istanbul Büyükșehir Belediye Spor Türkiye | 7 point          |                  |
| 4.               | Oliver Mattheis     | Bike Aid                                  | 6 point          |                  |
| 5.               | James Whelan        | Q36.5 Pro Cycling Team                    | 6 point          |                  |
| 6.               | Michał Pomorski     | Mazowsze Serce Polski                     | 6 point          |                  |
| 7.               | Merhawi Kudus       | Terengganu Cycling Team                   | 6 point          |                  |
| 8.               | Petros Mengs        | Istanbul Büyükșehir Belediye Spor Türkiye | 5 point          |                  |
| 9.               | Paul Double         | Team Polti Kometa                         | 4 point          |                  |
| 10.              | Lander Loockx       | TDT-Unibet                                | 3 point          |                  |

| Bjergkonkurrence | Bjergkonkurrence    | Bjergkonkurrence                          | Bjergkonkurrence | Bjergkonkurrence |
| Rytter           | Rytter              | Hold                                      | Point            |                  |
| ---------------- | ------------------- | ----------------------------------------- | ---------------- | ---------------- |
| 1.               | Vinzent Dorn        | Bike Aid                                  | 15 point         |                  |
| 2.               | Frank van den Broek | Team dsm-firmenich PostNL                 | 8 point          |                  |
| 3.               | Samet Bulut         | Istanbul Büyükșehir Belediye Spor Türkiye | 7 point          |                  |
| 4.               | Oliver Mattheis     | Bike Aid                                  | 6 point          |                  |
| 5.               | James Whelan        | Q36.5 Pro Cycling Team                    | 6 point          |                  |
| 6.               | Michał Pomorski     | Mazowsze Serce Polski                     | 6 point          |                  |
| 7.               | Merhawi Kudus       | Terengganu Cycling Team                   | 6 point          |                  |
| 8.               | Petros Mengs        | Istanbul Büyükșehir Belediye Spor Türkiye | 5 point          |                  |
| 9.               | Paul Double         | Team Polti Kometa                         | 4 point          |                  |
| 10.              | Lander Loockx       | TDT-Unibet                                | 3 point          |                  |

| Sprintkonkurrence | Sprintkonkurrence | Sprintkonkurrence                         | Sprintkonkurrence | Sprintkonkurrence |
| Rytter            | Rytter            | Hold                                      | Point             |                   |
| ----------------- | ----------------- | ----------------------------------------- | ----------------- | ----------------- |
| 1.                | Vinzent Dorn      | Bike Aid                                  | 16 point          |                   |
| 2.                | Konrad Czabok     | Mazowsze Serce Polski                     | 10 point          |                   |
| 3.                | James Whelan      | Q36.5 Pro Cycling Team                    | 6 point           |                   |
| 4.                | Natnael Berhane   | Istanbul Büyükșehir Belediye Spor Türkiye | 5 point           |                   |
| 5.                | Feritcan Şamlı    | Spor Toto Cycling Team                    | 5 point           |                   |
| 6.                | Antoine Berlin    | Bike Aid                                  | 3 point           |                   |
| 7.                | Petros Mengs      | Istanbul Büyükșehir Belediye Spor Türkiye | 3 point           |                   |
| 8.                | Paul Wright       | REMBE Pro Cycling Team Sauerland          | 3 point           |                   |
| 9.                | Michał Pomorski   | Mazowsze Serce Polski                     | 3 point           |                   |
| 10.               | Jonathan Rottmann | REMBE Pro Cycling Team Sauerland          | 3 point           |                   |

| Sprintkonkurrence | Sprintkonkurrence | Sprintkonkurrence                         | Sprintkonkurrence | Sprintkonkurrence |
| Rytter            | Rytter            | Hold                                      | Point             |                   |
| ----------------- | ----------------- | ----------------------------------------- | ----------------- | ----------------- |
| 1.                | Vinzent Dorn      | Bike Aid                                  | 16 point          |                   |
| 2.                | Konrad Czabok     | Mazowsze Serce Polski                     | 10 point          |                   |
| 3.                | James Whelan      | Q36.5 Pro Cycling Team                    | 6 point           |                   |
| 4.                | Natnael Berhane   | Istanbul Büyükșehir Belediye Spor Türkiye | 5 point           |                   |
| 5.                | Feritcan Şamlı    | Spor Toto Cycling Team                    | 5 point           |                   |
| 6.                | Antoine Berlin    | Bike Aid                                  | 3 point           |                   |
| 7.                | Petros Mengs      | Istanbul Büyükșehir Belediye Spor Türkiye | 3 point           |                   |
| 8.                | Paul Wright       | REMBE Pro Cycling Team Sauerland          | 3 point           |                   |
| 9.                | Michał Pomorski   | Mazowsze Serce Polski                     | 3 point           |                   |
| 10.               | Jonathan Rottmann | REMBE Pro Cycling Team Sauerland          | 3 point           |                   |

### Holdkonkurrencen
| Holdkonkurrence | Holdkonkurrence               | Holdkonkurrence | Holdkonkurrence |
| Hold            | Hold                          | Tid             |                 |
| --------------- | ----------------------------- | --------------- | --------------- |
| 1.              | Q36.5 Pro Cycling Team        | 77t 41' 49"     |                 |
| 2.              | Terengganu Cycling Team       | + 9"            |                 |
| 3.              | VF Group-Bardiani CSF-Faizané | + 26"           |                 |
| 4.              | Astana Qazaqstan Team         | + 29"           |                 |
| 5.              | Burgos-BH                     | + 33"           |                 |
| 6.              | Bingoal WB                    | + 3' 38"        |                 |
| 7.              | Bike Aid                      | + 4' 25"        |                 |
| 8.              | Bora-Hansgrohe                | + 9' 54"        |                 |
| 9.              | TDT-Unibet                    | + 10' 00"       |                 |
| 10.             | Caja Rural-Seguros RGA        | + 10' 11"       |                 |

## Hold og ryttere
| UCI WorldTeams (4)- Bora-Hansgrohe - Alpecin-Deceuninck - Astana Qazaqstan Team - Team dsm-firmenich PostNL UCI ProTeams (9)- Caja Rural-Seguros RGA - Team Novo Nordisk - Polti Kometa - Bingoal WB - TDT-Unibet - VF Group-Bardiani CSF-Faizané - Burgos-BH - Corratec-Vini Fantini - Q36.5 Pro Cycling Team UCI Kontinentalhold (12)- Beykoz Belediyesi Spor Türkiye - Tarteletto-Isorex - Bike Aid - China Glory - Mentech Continental Cycling Team - Terengganu Cycling Team - Rembe Pro Cycling Team Sauerland - Sakarya BB Pro Team - Kinan Racing Team - Adria Mobil - Mazowsze Serce Polski - Spor Toto Cycling Team - Konya Büyükşehir Belediye Spor |
| |

### Danske ryttere
| Danske ryttere på startlisten |                      |                           |           |
| Rygnummer                     | Rytter               | Hold                      | Placering |
| 7                             | Frederik Wandahl     | Bora-Hansgrohe            | 17        |
| 11                            | Tobias Lund Andresen | Team DSM-Firmenich PostNL | 66        |
| 112                           | Sebastian Nielsen    | TDT-Unibet Cycling Team   | 63        |
| 114                           | Andreas Stokbro      | TDT-Unibet Cycling Team   | 41        |

* DNF = gennemførte ikke

### Startliste
| Bora-Hansgrohe BOH | Bora-Hansgrohe BOH     | Bora-Hansgrohe BOH |
| ------------------ | ---------------------- | ------------------ |
| Nr.                | Rytter                 | Placering          |
| 1                  | Filip Maciejuk (POL)   | 56.                |
| 2                  | Alexander Hajek (AUT)  | 7.                 |
| 3                  | Sam Welsford (AUS)     | DNS-8              |
| 4                  | Luis-Joe Lührs (GER)   | 108.               |
| 5                  | Ryan Mullen (IRL)      | DNS-8              |
| 6                  | Danny van Poppel (NED) | DNS-6              |
| 7                  | Frederik Wandahl (DEN) | 17.                |

| Team dsm-firmenich PostNL DFP | Team dsm-firmenich PostNL DFP | Team dsm-firmenich PostNL DFP |
| ----------------------------- | ----------------------------- | ----------------------------- |
| Nr.                           | Rytter                        | Placering                     |
| 11                            | Tobias Lund Andresen (DEN)    | 66.                           |
| 12                            | Julius van den Berg (NED)     | 83.                           |
| 13                            | Frank van den Broek (NED)     | 1.                            |
| 14                            | Johan Dorussen (NED)          | 150.                          |
| 15                            | Fabio Jakobsen (NED)          | 109.                          |
| 16                            | Benjamin Peatfield (GBR)      | DNF-5                         |
| 17                            | Bram Welten (NED)             | 98.                           |

| Alpecin-Deceuninck ADC | Alpecin-Deceuninck ADC | Alpecin-Deceuninck ADC |
| ---------------------- | ---------------------- | ---------------------- |
| Nr.                    | Rytter                 | Placering              |
| 21                     | Robbe Ghys (BEL)       | DNS-5                  |
| 22                     | Jensen Plowright (AUS) | 125.                   |
| 23                     | Jonas Rickaert (BEL)   | 87.                    |
| 24                     | Ramon Sinkeldam (NED)  | 96.                    |
| 25                     | Henri Uhlig (GER)      | 61.                    |
| 26                     | Simon Dehairs (BEL)    | 114.                   |

| Astana Qazaqstan Team AST | Astana Qazaqstan Team AST | Astana Qazaqstan Team AST |
| ------------------------- | ------------------------- | ------------------------- |
| Nr.                       | Rytter                    | Placering                 |
| 31                        | Mark Cavendish (GBR)      | 117.                      |
| 32                        | Davide Ballerini (ITA)    | 57.                       |
| 33                        | Max Kanter (GER)          | 70.                       |
| 34                        | Rüdiger Selig (GER)       | 129.                      |
| 35                        | Vadim Pronskij (KAZ)      | 11.                       |
| 36                        | Harold Martín López (ECU) | 5.                        |
| 37                        | Nicolas Vinokurov (KAZ)   | 22.                       |

| Q36.5 Pro Cycling Team Q36 | Q36.5 Pro Cycling Team Q36 | Q36.5 Pro Cycling Team Q36 |
| -------------------------- | -------------------------- | -------------------------- |
| Nr.                        | Rytter                     | Placering                  |
| 41                         | Negasi Abreha (ETH)        | 44.                        |
| 42                         | Marcel Camprubí (ESP)      | 26.                        |
| 43                         | Filippo Conca (ITA)        | 19.                        |
| 44                         | Mark Donovan (GBR)         | 18.                        |
| 45                         | Carl Fredrik Hagen (NOR)   | 9.                         |
| 46                         | Rory Townsend (IRL)        | 82.                        |
| 47                         | James Whelan (AUS)         | 28.                        |

| Caja Rural-Seguros RGA CJR | Caja Rural-Seguros RGA CJR     | Caja Rural-Seguros RGA CJR |
| -------------------------- | ------------------------------ | -------------------------- |
| Nr.                        | Rytter                         | Placering                  |
| 51                         | Daniel Babor (CZE)             | 132.                       |
| 52                         | Tomáš Bárta (CZE)              | 135.                       |
| 53                         | Jefferson Alveiro Cepeda (ECU) | 29.                        |
| 54                         | David González López (ESP)     | 33.                        |
| 55                         | Calum Johnston (GBR)           | 47.                        |
| 56                         | Iúri Leitão (POR)              | 99.                        |
| 57                         | Jokin Murguialday (ESP)        | DNF-5                      |

| Team Polti Kometa PTK | Team Polti Kometa PTK  | Team Polti Kometa PTK |
| --------------------- | ---------------------- | --------------------- |
| Nr.                   | Rytter                 | Placering             |
| 61                    | Mirco Maestri (ITA)    | 62.                   |
| 62                    | Giovanni Lonardi (ITA) | 68.                   |
| 63                    | Paul Double (GBR)      | 3.                    |
| 64                    | Manuel Peñalver (ESP)  | 91.                   |
| 65                    | Diego Sevilla (ESP)    | 55.                   |
| 66                    | Andrea Pietrobon (ITA) | 75.                   |
| 67                    | Erik Fetter (HUN)      | 72.                   |

| Burgos-BH BBH | Burgos-BH BBH                          | Burgos-BH BBH |
| ------------- | -------------------------------------- | ------------- |
| Nr.           | Rytter                                 | Placering     |
| 71            | George Jackson (NZL)                   | 65.           |
| 72            | Sebastián Mora (ESP)                   | 40.           |
| 73            | Jambaljamts Sainbayar (MGL) (landevej) | DNF-3         |
| 74            | Mario Aparicio (ESP)                   | 8.            |
| 75            | Victor Langellotti (MON)               | 10.           |
| 76            | Alejandro Franco (ESP)                 | 31.           |
| 77            | David Delgado Higueruelo (ESP)         | 48.           |

| VF Group-Bardiani CSF-Faizanè VBF | VF Group-Bardiani CSF-Faizanè VBF | VF Group-Bardiani CSF-Faizanè VBF |
| --------------------------------- | --------------------------------- | --------------------------------- |
| Nr.                               | Rytter                            | Placering                         |
| 81                                | Luca Colnaghi (ITA)               | 86.                               |
| 82                                | Filippo Magli (ITA)               | 58.                               |
| 83                                | Luca Paletti (ITA)                | 20.                               |
| 84                                | Mattia Pinazzi (ITA)              | 95.                               |
| 85                                | Manuele Tarozzi (ITA)             | 12.                               |
| 86                                | Enrico Zanoncello (ITA)           | 67.                               |
| 87                                | Samuele Zoccarato (ITA)           | 37.                               |

| Bingoal WB BWB | Bingoal WB BWB          | Bingoal WB BWB |
| -------------- | ----------------------- | -------------- |
| Nr.            | Rytter                  | Placering      |
| 91             | Floris De Tier (BEL)    | 34.            |
| 92             | Davide Persico (ITA)    | 77.            |
| 93             | Lennert Teugels (BEL)   | 14.            |
| 94             | Marco Tizza (ITA)       | 21.            |
| 95             | Kenneth Van Rooy (BEL)  | 54.            |
| 96             | Nathan Vandepitte (FRA) | 92.            |
| 97             | Sasha Weemaes (BEL)     | 116.           |

| Team Corratec-Vini Fantini COR | Team Corratec-Vini Fantini COR | Team Corratec-Vini Fantini COR |
| ------------------------------ | ------------------------------ | ------------------------------ |
| Nr.                            | Rytter                         | Placering                      |
| 101                            | Valerio Conti (ITA)            | 16.                            |
| 102                            | Etienne van Empel (NED)        | 105.                           |
| 103                            | Giulio Masotto (ITA)           | 139.                           |
| 104                            | Samuele Zambelli (ITA)         | 138.                           |
| 105                            | Simone Olivero (ITA)           | 119.                           |
| 106                            | Attilio Viviani (ITA)          | 106.                           |
| 107                            | Jakub Mareczko (ITA)           | 146.                           |

| TDT-Unibet TDT | TDT-Unibet TDT          | TDT-Unibet TDT |
| -------------- | ----------------------- | -------------- |
| Nr.            | Rytter                  | Placering      |
| 111            | Martijn Budding (NED)   | 102.           |
| 112            | Sebastian Nielsen (DEN) | 63.            |
| 114            | Andreas Stokbro (DEN)   | 41.            |
| 115            | Davide Bomboi (BEL)     | DNS-2          |
| 116            | Lander Loockx (BEL)     | 6.             |
| 117            | Owen Geleijn (NED)      | 49.            |

| Team Novo Nordisk TNN | Team Novo Nordisk TNN | Team Novo Nordisk TNN |
| --------------------- | --------------------- | --------------------- |
| Nr.                   | Rytter                | Placering             |
| 121                   | Antonio Polga (ITA)   | 89.                   |
| 122                   | Sam Brand (GBR)       | 88.                   |
| 123                   | Matyáš Kopecký (CZE)  | DNS-6                 |
| 124                   | Péter Kusztor (HUN)   | 46.                   |
| 125                   | David Lozano (ESP)    | 50.                   |
| 126                   | Andrea Peron (ITA)    | 74.                   |
| 127                   | Filippo Ridolfo (ITA) | 110.                  |

| Terengganu Cycling Team TSG | Terengganu Cycling Team TSG | Terengganu Cycling Team TSG |
| --------------------------- | --------------------------- | --------------------------- |
| Nr.                         | Rytter                      | Placering                   |
| 131                         | Anatolij Budjak (UKR)       | 23.                         |
| 132                         | Metkel Eyob (ERI)           | 4.                          |
| 133                         | Merhawi Kudus (ERI)         | 2.                          |
| 134                         | Nur Aiman Mohd Zariff (MAS) | 142.                        |
| 135                         | Youcef Reguigui (ALG)       | 137.                        |
| 136                         | Nur Aiman Rosli (MAS)       | 128.                        |
| 137                         | Andreas Miltiadis (CYP)     | 60.                         |

| China Glory-Mentech Continental Cycling Team CGC | China Glory-Mentech Continental Cycling Team CGC | China Glory-Mentech Continental Cycling Team CGC |
| ------------------------------------------------ | ------------------------------------------------ | ------------------------------------------------ |
| Nr.                                              | Rytter                                           | Placering                                        |
| 141                                              | Lyu Xianjing (CHN)                               | 36.                                              |
| 142                                              | Binyan Ma (CHN)                                  | 147.                                             |
| 143                                              | Willie Smit (RSA)                                | 45.                                              |
| 144                                              | Lucas De Rossi (FRA)                             | 51.                                              |
| 146                                              | Teng Geng (CHN)                                  | 123.                                             |
| 147                                              | Reinardt Janse van Rensburg (RSA)                | 84.                                              |

| Tarteletto-Isorex TIS | Tarteletto-Isorex TIS | Tarteletto-Isorex TIS |
| --------------------- | --------------------- | --------------------- |
| Nr.                   | Rytter                | Placering             |
| 151                   | Robbe Claeys (BEL)    | 71.                   |
| 152                   | Timothy Dupont (BEL)  | 100.                  |
| 153                   | Thomas Joseph (BEL)   | 53.                   |
| 154                   | Gianni Marchand (BEL) | 52.                   |
| 155                   | Jacob Relaes (BEL)    | 80.                   |
| 156                   | Arne Santy (BEL)      | 101.                  |
| 157                   | Mauro Verwilt (BEL)   | 76.                   |

| Bike Aid BAI | Bike Aid BAI            | Bike Aid BAI |
| ------------ | ----------------------- | ------------ |
| Nr.          | Rytter                  | Placering    |
| 161          | Antoine Berlin (MON)    | 43.          |
| 162          | Léo Bouvier (FRA)       | 113.         |
| 163          | Vinzent Dorn (GER)      | 64.          |
| 164          | Pirmin Eisenbarth (GER) | 115.         |
| 165          | Oliver Mattheis (GER)   | 27.          |
| 166          | Anton Schiffer (GER)    | 38.          |
| 167          | Dawit Yemane (ERI)      | 15.          |

| Istanbul Büyükșehir Belediye Spor Türkiye BGS | Istanbul Büyükșehir Belediye Spor Türkiye BGS | Istanbul Büyükșehir Belediye Spor Türkiye BGS |
| --------------------------------------------- | --------------------------------------------- | --------------------------------------------- |
| Nr.                                           | Rytter                                        | Placering                                     |
| 171                                           | Natnael Berhane (ERI)                         | 25.                                           |
| 172                                           | Petros Mengs (ERI)                            | 69.                                           |
| 173                                           | Zeki Kaygisiz (TUR)                           | 124.                                          |
| 174                                           | Samet Bulut (TUR)                             | 81.                                           |
| 175                                           | Batuhan Özgür (TUR)                           | 149.                                          |

| Istanbul Büyüksehir Belediye Spor Türkiye IBB | Istanbul Büyüksehir Belediye Spor Türkiye IBB | Istanbul Büyüksehir Belediye Spor Türkiye IBB |
| --------------------------------------------- | --------------------------------------------- | --------------------------------------------- |
| Nr.                                           | Rytter                                        | Placering                                     |
| 176                                           | Muhammed Erkan (TUR)                          | 127.                                          |

| REMBE Pro Cycling Team Sauerland SVL | REMBE Pro Cycling Team Sauerland SVL | REMBE Pro Cycling Team Sauerland SVL |
| ------------------------------------ | ------------------------------------ | ------------------------------------ |
| Nr.                                  | Rytter                               | Placering                            |
| 181                                  | Julian Borresch (GER)                | 42.                                  |
| 182                                  | Jan-Marc Temmen (GER)                | 90.                                  |
| 183                                  | Yago Aguirre (ESP)                   | 35.                                  |
| 184                                  | Paul Wright (NZL)                    | 103.                                 |
| 185                                  | Jonathan Rottmann (GER)              | 134.                                 |
| 186                                  | Henri-Johannes Appelbaum (GER)       | 59.                                  |
| 187                                  | Jacob Scott (GBR)                    | 104.                                 |

| Sakarya BB Pro Team SBB | Sakarya BB Pro Team SBB     | Sakarya BB Pro Team SBB |
| ----------------------- | --------------------------- | ----------------------- |
| Nr.                     | Rytter                      | Placering               |
| 191                     | Burak Abay (TUR) (landevej) | 24.                     |
| 192                     | Furkan Akcam (TUR)          | DNF-3                   |
| 193                     | Sergey Rostovtsev           | 148.                    |
| 194                     | Musa Mikayilzade (AZE)      | 112.                    |
| 195                     | Emre Yuca (TUR)             | DNF-4                   |
| 196                     | Emir Uzun (TUR)             | DNF-5                   |
| 197                     | Sefa Süleyman Temel (TUR)   | DNF-4                   |

| Kinan Racing Team KIN | Kinan Racing Team KIN          | Kinan Racing Team KIN |
| --------------------- | ------------------------------ | --------------------- |
| Nr.                   | Rytter                         | Placering             |
| 201                   | Yudai Arashiro (JPN)           | 107.                  |
| 202                   | Ryan Cavanagh (AUS) (landevej) | 79.                   |
| 203                   | Raymond Kreder (NED)           | 111.                  |
| 204                   | Thomas Lebas (FRA)             | DNS-7                 |
| 205                   | Daiki Magosaki (JPN)           | 97.                   |
| 206                   | Drew Morey (AUS)               | 32.                   |
| 207                   | Genki Yamamoto (JPN)           | 93.                   |

| Adria Mobil ADR | Adria Mobil ADR        | Adria Mobil ADR |
| --------------- | ---------------------- | --------------- |
| Nr.             | Rytter                 | Placering       |
| 211             | Đorđe Đurić (SRB)      | 122.            |
| 212             | Tilen Finkšt (SLO)     | 73.             |
| 213             | Nicolas Gojković (CRO) | 126.            |
| 215             | Anže Skok (SLO)        | 94.             |
| 216             | Aljaž Turk (SLO)       | 78.             |
| 217             | Ramazan Yilmaz (TUR)   | 130.            |

| Mazowsze Serce Polski MSP | Mazowsze Serce Polski MSP | Mazowsze Serce Polski MSP |
| ------------------------- | ------------------------- | ------------------------- |
| Nr.                       | Rytter                    | Placering                 |
| 221                       | Marcin Budziński (POL)    | 13.                       |
| 222                       | Norbert Banaszek (POL)    | 118.                      |
| 223                       | Tomasz Budziński (POL)    | 39.                       |
| 224                       | Jakub Kaczmarek (POL)     | DNF-5                     |
| 225                       | Tobiasz Pawlak (POL)      | 136.                      |
| 226                       | Michał Pomorski (POL)     | 133.                      |
| 227                       | Konrad Czabok (POL)       | 120.                      |

| Spor Toto Cycling Team STC | Spor Toto Cycling Team STC | Spor Toto Cycling Team STC |
| -------------------------- | -------------------------- | -------------------------- |
| Nr.                        | Rytter                     | Placering                  |
| 231                        | Serdar Depe (TUR)          | 30.                        |
| 232                        | Ahmet Örken (TUR)          | 85.                        |
| 233                        | Feritcan Şamlı (TUR)       | 131.                       |
| 234                        | Doğukan Arikan (TUR)       | 143.                       |
| 235                        | Tahir Yigit (TUR)          | 140.                       |
| 236                        | Kaan Ozkalbim (TUR)        | DNF-4                      |
| 237                        | Mehmet Kanat (TUR)         | 144.                       |

| Konya Büyükşehir Belediye Spor KBB | Konya Büyükşehir Belediye Spor KBB | Konya Büyükşehir Belediye Spor KBB |
| ---------------------------------- | ---------------------------------- | ---------------------------------- |
| Nr.                                | Rytter                             | Placering                          |
| 244                                | Eyüp Karagöbek (TUR)               | 145.                               |
| 246                                | Mustafa Tarakci (TUR)              | DNF-4                              |

| Bora-Hansgrohe BOH | Bora-Hansgrohe BOH     | Bora-Hansgrohe BOH |
| ------------------ | ---------------------- | ------------------ |
| Nr.                | Rytter                 | Placering          |
| 1                  | Filip Maciejuk (POL)   | 56.                |
| 2                  | Alexander Hajek (AUT)  | 7.                 |
| 3                  | Sam Welsford (AUS)     | DNS-8              |
| 4                  | Luis-Joe Lührs (GER)   | 108.               |
| 5                  | Ryan Mullen (IRL)      | DNS-8              |
| 6                  | Danny van Poppel (NED) | DNS-6              |
| 7                  | Frederik Wandahl (DEN) | 17.                |

| Team dsm-firmenich PostNL DFP | Team dsm-firmenich PostNL DFP | Team dsm-firmenich PostNL DFP |
| ----------------------------- | ----------------------------- | ----------------------------- |
| Nr.                           | Rytter                        | Placering                     |
| 11                            | Tobias Lund Andresen (DEN)    | 66.                           |
| 12                            | Julius van den Berg (NED)     | 83.                           |
| 13                            | Frank van den Broek (NED)     | 1.                            |
| 14                            | Johan Dorussen (NED)          | 150.                          |
| 15                            | Fabio Jakobsen (NED)          | 109.                          |
| 16                            | Benjamin Peatfield (GBR)      | DNF-5                         |
| 17                            | Bram Welten (NED)             | 98.                           |

| Alpecin-Deceuninck ADC | Alpecin-Deceuninck ADC | Alpecin-Deceuninck ADC |
| ---------------------- | ---------------------- | ---------------------- |
| Nr.                    | Rytter                 | Placering              |
| 21                     | Robbe Ghys (BEL)       | DNS-5                  |
| 22                     | Jensen Plowright (AUS) | 125.                   |
| 23                     | Jonas Rickaert (BEL)   | 87.                    |
| 24                     | Ramon Sinkeldam (NED)  | 96.                    |
| 25                     | Henri Uhlig (GER)      | 61.                    |
| 26                     | Simon Dehairs (BEL)    | 114.                   |

| Astana Qazaqstan Team AST | Astana Qazaqstan Team AST | Astana Qazaqstan Team AST |
| ------------------------- | ------------------------- | ------------------------- |
| Nr.                       | Rytter                    | Placering                 |
| 31                        | Mark Cavendish (GBR)      | 117.                      |
| 32                        | Davide Ballerini (ITA)    | 57.                       |
| 33                        | Max Kanter (GER)          | 70.                       |
| 34                        | Rüdiger Selig (GER)       | 129.                      |
| 35                        | Vadim Pronskij (KAZ)      | 11.                       |
| 36                        | Harold Martín López (ECU) | 5.                        |
| 37                        | Nicolas Vinokurov (KAZ)   | 22.                       |

| Q36.5 Pro Cycling Team Q36 | Q36.5 Pro Cycling Team Q36 | Q36.5 Pro Cycling Team Q36 |
| -------------------------- | -------------------------- | -------------------------- |
| Nr.                        | Rytter                     | Placering                  |
| 41                         | Negasi Abreha (ETH)        | 44.                        |
| 42                         | Marcel Camprubí (ESP)      | 26.                        |
| 43                         | Filippo Conca (ITA)        | 19.                        |
| 44                         | Mark Donovan (GBR)         | 18.                        |
| 45                         | Carl Fredrik Hagen (NOR)   | 9.                         |
| 46                         | Rory Townsend (IRL)        | 82.                        |
| 47                         | James Whelan (AUS)         | 28.                        |

| Caja Rural-Seguros RGA CJR | Caja Rural-Seguros RGA CJR     | Caja Rural-Seguros RGA CJR |
| -------------------------- | ------------------------------ | -------------------------- |
| Nr.                        | Rytter                         | Placering                  |
| 51                         | Daniel Babor (CZE)             | 132.                       |
| 52                         | Tomáš Bárta (CZE)              | 135.                       |
| 53                         | Jefferson Alveiro Cepeda (ECU) | 29.                        |
| 54                         | David González López (ESP)     | 33.                        |
| 55                         | Calum Johnston (GBR)           | 47.                        |
| 56                         | Iúri Leitão (POR)              | 99.                        |
| 57                         | Jokin Murguialday (ESP)        | DNF-5                      |

| Team Polti Kometa PTK | Team Polti Kometa PTK  | Team Polti Kometa PTK |
| --------------------- | ---------------------- | --------------------- |
| Nr.                   | Rytter                 | Placering             |
| 61                    | Mirco Maestri (ITA)    | 62.                   |
| 62                    | Giovanni Lonardi (ITA) | 68.                   |
| 63                    | Paul Double (GBR)      | 3.                    |
| 64                    | Manuel Peñalver (ESP)  | 91.                   |
| 65                    | Diego Sevilla (ESP)    | 55.                   |
| 66                    | Andrea Pietrobon (ITA) | 75.                   |
| 67                    | Erik Fetter (HUN)      | 72.                   |

| Burgos-BH BBH | Burgos-BH BBH                          | Burgos-BH BBH |
| ------------- | -------------------------------------- | ------------- |
| Nr.           | Rytter                                 | Placering     |
| 71            | George Jackson (NZL)                   | 65.           |
| 72            | Sebastián Mora (ESP)                   | 40.           |
| 73            | Jambaljamts Sainbayar (MGL) (landevej) | DNF-3         |
| 74            | Mario Aparicio (ESP)                   | 8.            |
| 75            | Victor Langellotti (MON)               | 10.           |
| 76            | Alejandro Franco (ESP)                 | 31.           |
| 77            | David Delgado Higueruelo (ESP)         | 48.           |

| VF Group-Bardiani CSF-Faizanè VBF | VF Group-Bardiani CSF-Faizanè VBF | VF Group-Bardiani CSF-Faizanè VBF |
| --------------------------------- | --------------------------------- | --------------------------------- |
| Nr.                               | Rytter                            | Placering                         |
| 81                                | Luca Colnaghi (ITA)               | 86.                               |
| 82                                | Filippo Magli (ITA)               | 58.                               |
| 83                                | Luca Paletti (ITA)                | 20.                               |
| 84                                | Mattia Pinazzi (ITA)              | 95.                               |
| 85                                | Manuele Tarozzi (ITA)             | 12.                               |
| 86                                | Enrico Zanoncello (ITA)           | 67.                               |
| 87                                | Samuele Zoccarato (ITA)           | 37.                               |

| Bingoal WB BWB | Bingoal WB BWB          | Bingoal WB BWB |
| -------------- | ----------------------- | -------------- |
| Nr.            | Rytter                  | Placering      |
| 91             | Floris De Tier (BEL)    | 34.            |
| 92             | Davide Persico (ITA)    | 77.            |
| 93             | Lennert Teugels (BEL)   | 14.            |
| 94             | Marco Tizza (ITA)       | 21.            |
| 95             | Kenneth Van Rooy (BEL)  | 54.            |
| 96             | Nathan Vandepitte (FRA) | 92.            |
| 97             | Sasha Weemaes (BEL)     | 116.           |

| Team Corratec-Vini Fantini COR | Team Corratec-Vini Fantini COR | Team Corratec-Vini Fantini COR |
| ------------------------------ | ------------------------------ | ------------------------------ |
| Nr.                            | Rytter                         | Placering                      |
| 101                            | Valerio Conti (ITA)            | 16.                            |
| 102                            | Etienne van Empel (NED)        | 105.                           |
| 103                            | Giulio Masotto (ITA)           | 139.                           |
| 104                            | Samuele Zambelli (ITA)         | 138.                           |
| 105                            | Simone Olivero (ITA)           | 119.                           |
| 106                            | Attilio Viviani (ITA)          | 106.                           |
| 107                            | Jakub Mareczko (ITA)           | 146.                           |

| TDT-Unibet TDT | TDT-Unibet TDT          | TDT-Unibet TDT |
| -------------- | ----------------------- | -------------- |
| Nr.            | Rytter                  | Placering      |
| 111            | Martijn Budding (NED)   | 102.           |
| 112            | Sebastian Nielsen (DEN) | 63.            |
| 114            | Andreas Stokbro (DEN)   | 41.            |
| 115            | Davide Bomboi (BEL)     | DNS-2          |
| 116            | Lander Loockx (BEL)     | 6.             |
| 117            | Owen Geleijn (NED)      | 49.            |

| Team Novo Nordisk TNN | Team Novo Nordisk TNN | Team Novo Nordisk TNN |
| --------------------- | --------------------- | --------------------- |
| Nr.                   | Rytter                | Placering             |
| 121                   | Antonio Polga (ITA)   | 89.                   |
| 122                   | Sam Brand (GBR)       | 88.                   |
| 123                   | Matyáš Kopecký (CZE)  | DNS-6                 |
| 124                   | Péter Kusztor (HUN)   | 46.                   |
| 125                   | David Lozano (ESP)    | 50.                   |
| 126                   | Andrea Peron (ITA)    | 74.                   |
| 127                   | Filippo Ridolfo (ITA) | 110.                  |

| Terengganu Cycling Team TSG | Terengganu Cycling Team TSG | Terengganu Cycling Team TSG |
| --------------------------- | --------------------------- | --------------------------- |
| Nr.                         | Rytter                      | Placering                   |
| 131                         | Anatolij Budjak (UKR)       | 23.                         |
| 132                         | Metkel Eyob (ERI)           | 4.                          |
| 133                         | Merhawi Kudus (ERI)         | 2.                          |
| 134                         | Nur Aiman Mohd Zariff (MAS) | 142.                        |
| 135                         | Youcef Reguigui (ALG)       | 137.                        |
| 136                         | Nur Aiman Rosli (MAS)       | 128.                        |
| 137                         | Andreas Miltiadis (CYP)     | 60.                         |

| China Glory-Mentech Continental Cycling Team CGC | China Glory-Mentech Continental Cycling Team CGC | China Glory-Mentech Continental Cycling Team CGC |
| ------------------------------------------------ | ------------------------------------------------ | ------------------------------------------------ |
| Nr.                                              | Rytter                                           | Placering                                        |
| 141                                              | Lyu Xianjing (CHN)                               | 36.                                              |
| 142                                              | Binyan Ma (CHN)                                  | 147.                                             |
| 143                                              | Willie Smit (RSA)                                | 45.                                              |
| 144                                              | Lucas De Rossi (FRA)                             | 51.                                              |
| 146                                              | Teng Geng (CHN)                                  | 123.                                             |
| 147                                              | Reinardt Janse van Rensburg (RSA)                | 84.                                              |

| Tarteletto-Isorex TIS | Tarteletto-Isorex TIS | Tarteletto-Isorex TIS |
| --------------------- | --------------------- | --------------------- |
| Nr.                   | Rytter                | Placering             |
| 151                   | Robbe Claeys (BEL)    | 71.                   |
| 152                   | Timothy Dupont (BEL)  | 100.                  |
| 153                   | Thomas Joseph (BEL)   | 53.                   |
| 154                   | Gianni Marchand (BEL) | 52.                   |
| 155                   | Jacob Relaes (BEL)    | 80.                   |
| 156                   | Arne Santy (BEL)      | 101.                  |
| 157                   | Mauro Verwilt (BEL)   | 76.                   |

| Bike Aid BAI | Bike Aid BAI            | Bike Aid BAI |
| ------------ | ----------------------- | ------------ |
| Nr.          | Rytter                  | Placering    |
| 161          | Antoine Berlin (MON)    | 43.          |
| 162          | Léo Bouvier (FRA)       | 113.         |
| 163          | Vinzent Dorn (GER)      | 64.          |
| 164          | Pirmin Eisenbarth (GER) | 115.         |
| 165          | Oliver Mattheis (GER)   | 27.          |
| 166          | Anton Schiffer (GER)    | 38.          |
| 167          | Dawit Yemane (ERI)      | 15.          |

| Istanbul Büyükșehir Belediye Spor Türkiye BGS | Istanbul Büyükșehir Belediye Spor Türkiye BGS | Istanbul Büyükșehir Belediye Spor Türkiye BGS |
| --------------------------------------------- | --------------------------------------------- | --------------------------------------------- |
| Nr.                                           | Rytter                                        | Placering                                     |
| 171                                           | Natnael Berhane (ERI)                         | 25.                                           |
| 172                                           | Petros Mengs (ERI)                            | 69.                                           |
| 173                                           | Zeki Kaygisiz (TUR)                           | 124.                                          |
| 174                                           | Samet Bulut (TUR)                             | 81.                                           |
| 175                                           | Batuhan Özgür (TUR)                           | 149.                                          |

| Istanbul Büyüksehir Belediye Spor Türkiye IBB | Istanbul Büyüksehir Belediye Spor Türkiye IBB | Istanbul Büyüksehir Belediye Spor Türkiye IBB |
| --------------------------------------------- | --------------------------------------------- | --------------------------------------------- |
| Nr.                                           | Rytter                                        | Placering                                     |
| 176                                           | Muhammed Erkan (TUR)                          | 127.                                          |

| REMBE Pro Cycling Team Sauerland SVL | REMBE Pro Cycling Team Sauerland SVL | REMBE Pro Cycling Team Sauerland SVL |
| ------------------------------------ | ------------------------------------ | ------------------------------------ |
| Nr.                                  | Rytter                               | Placering                            |
| 181                                  | Julian Borresch (GER)                | 42.                                  |
| 182                                  | Jan-Marc Temmen (GER)                | 90.                                  |
| 183                                  | Yago Aguirre (ESP)                   | 35.                                  |
| 184                                  | Paul Wright (NZL)                    | 103.                                 |
| 185                                  | Jonathan Rottmann (GER)              | 134.                                 |
| 186                                  | Henri-Johannes Appelbaum (GER)       | 59.                                  |
| 187                                  | Jacob Scott (GBR)                    | 104.                                 |

| Sakarya BB Pro Team SBB | Sakarya BB Pro Team SBB     | Sakarya BB Pro Team SBB |
| ----------------------- | --------------------------- | ----------------------- |
| Nr.                     | Rytter                      | Placering               |
| 191                     | Burak Abay (TUR) (landevej) | 24.                     |
| 192                     | Furkan Akcam (TUR)          | DNF-3                   |
| 193                     | Sergey Rostovtsev           | 148.                    |
| 194                     | Musa Mikayilzade (AZE)      | 112.                    |
| 195                     | Emre Yuca (TUR)             | DNF-4                   |
| 196                     | Emir Uzun (TUR)             | DNF-5                   |
| 197                     | Sefa Süleyman Temel (TUR)   | DNF-4                   |

| Kinan Racing Team KIN | Kinan Racing Team KIN          | Kinan Racing Team KIN |
| --------------------- | ------------------------------ | --------------------- |
| Nr.                   | Rytter                         | Placering             |
| 201                   | Yudai Arashiro (JPN)           | 107.                  |
| 202                   | Ryan Cavanagh (AUS) (landevej) | 79.                   |
| 203                   | Raymond Kreder (NED)           | 111.                  |
| 204                   | Thomas Lebas (FRA)             | DNS-7                 |
| 205                   | Daiki Magosaki (JPN)           | 97.                   |
| 206                   | Drew Morey (AUS)               | 32.                   |
| 207                   | Genki Yamamoto (JPN)           | 93.                   |

| Adria Mobil ADR | Adria Mobil ADR        | Adria Mobil ADR |
| --------------- | ---------------------- | --------------- |
| Nr.             | Rytter                 | Placering       |
| 211             | Đorđe Đurić (SRB)      | 122.            |
| 212             | Tilen Finkšt (SLO)     | 73.             |
| 213             | Nicolas Gojković (CRO) | 126.            |
| 215             | Anže Skok (SLO)        | 94.             |
| 216             | Aljaž Turk (SLO)       | 78.             |
| 217             | Ramazan Yilmaz (TUR)   | 130.            |

| Mazowsze Serce Polski MSP | Mazowsze Serce Polski MSP | Mazowsze Serce Polski MSP |
| ------------------------- | ------------------------- | ------------------------- |
| Nr.                       | Rytter                    | Placering                 |
| 221                       | Marcin Budziński (POL)    | 13.                       |
| 222                       | Norbert Banaszek (POL)    | 118.                      |
| 223                       | Tomasz Budziński (POL)    | 39.                       |
| 224                       | Jakub Kaczmarek (POL)     | DNF-5                     |
| 225                       | Tobiasz Pawlak (POL)      | 136.                      |
| 226                       | Michał Pomorski (POL)     | 133.                      |
| 227                       | Konrad Czabok (POL)       | 120.                      |

| Spor Toto Cycling Team STC | Spor Toto Cycling Team STC | Spor Toto Cycling Team STC |
| -------------------------- | -------------------------- | -------------------------- |
| Nr.                        | Rytter                     | Placering                  |
| 231                        | Serdar Depe (TUR)          | 30.                        |
| 232                        | Ahmet Örken (TUR)          | 85.                        |
| 233                        | Feritcan Şamlı (TUR)       | 131.                       |
| 234                        | Doğukan Arikan (TUR)       | 143.                       |
| 235                        | Tahir Yigit (TUR)          | 140.                       |
| 236                        | Kaan Ozkalbim (TUR)        | DNF-4                      |
| 237                        | Mehmet Kanat (TUR)         | 144.                       |

| Konya Büyükşehir Belediye Spor KBB | Konya Büyükşehir Belediye Spor KBB | Konya Büyükşehir Belediye Spor KBB |
| ---------------------------------- | ---------------------------------- | ---------------------------------- |
| Nr.                                | Rytter                             | Placering                          |
| 244                                | Eyüp Karagöbek (TUR)               | 145.                               |
| 246                                | Mustafa Tarakci (TUR)              | DNF-4                              |